# Empower Field at Mile High

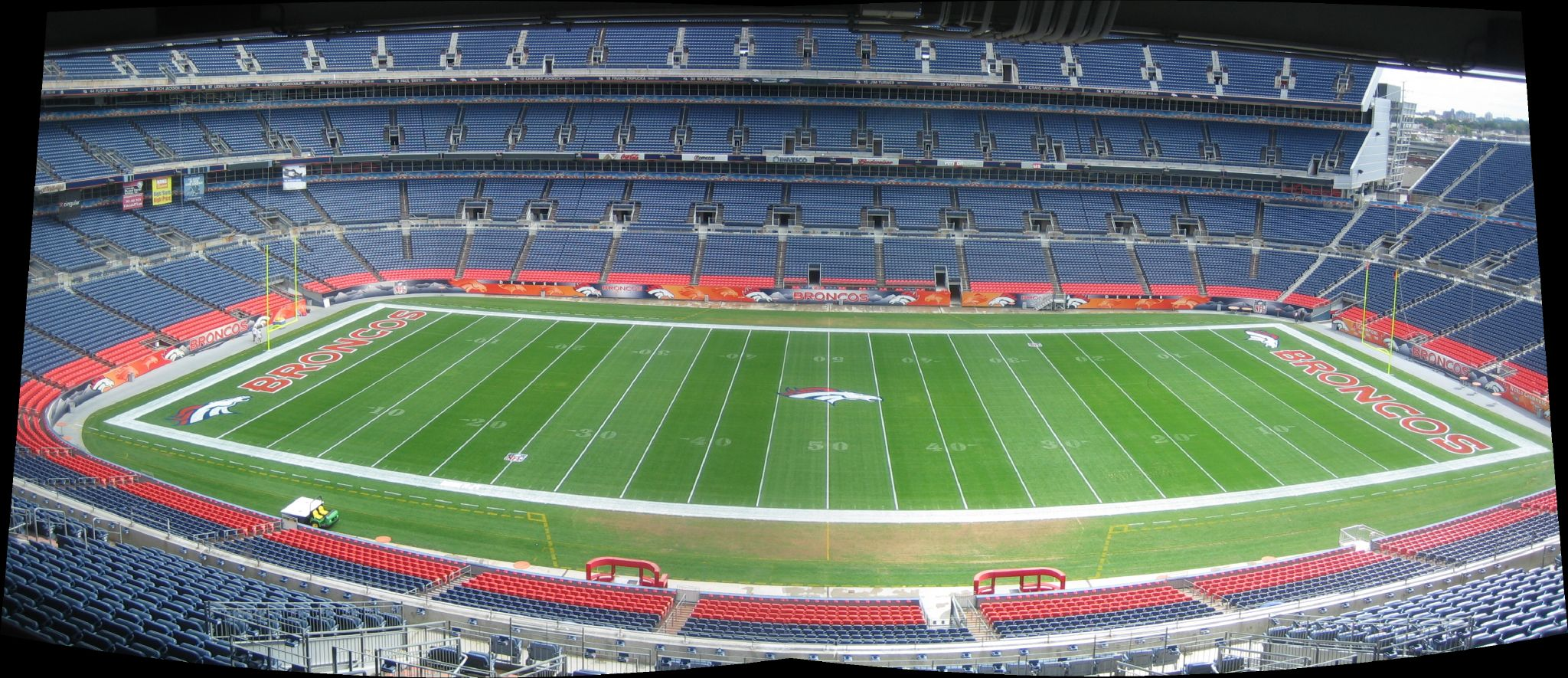
O interior do estádio.

O Empower Field at Mile High (anteriormente chamado de Broncos Stadium at Mile High, Invesco Field at Mile High e Sports Authority Field at Mile High; comumente chamado de Mile High, New Mile High ou Mile High Stadium) é um estádio de futebol americano localizado em Denver, Colorado, nos Estados Unidos. O principal utilizador deste estádio é o Denver Broncos da National Football League (NFL). Foi aberto em 2001 para substituir o antigo lar dos Broncos, o velho Mile High Stadium. O estádio anteriormente pertencia ao Denver Outlaws, um time de lacrosse, e o Colorado Rapids, um time de futebol. Também já foi palco de inúmeros concertos e serviu de palco para a aceitação de Barack Obama da nomeação presidencial democrata.
O estádio é apelidado de Mile High devido não apenas ao seu antecessor, mas devido à elevação da cidade de 1,610 m acima do nível do mar. Dada a dificuldade de competir em altitude, bem como os fãs notoriamente barulhentos, os Broncos são conhecidos por ter uma das melhores vantagens de jogar em casa na NFL.